# Český lev 2013
Český lev 2013 byl 21. ročník cen České filmové a televizní akademie Český lev. Vyhlášení proběhlo na slavnostním večeru v Rudolfinu 22. února 2014, uváděl jej Marek Eben a přímý přenos odvysílala Česká televize.
Cenám dominoval film Agnieszky Holland Hořící keř, který proměnil 11 ze 14 nominací.

## Ceny a nominace

### Nejlepší film
- Hořící keř – producenti Tereza Polachová, Antony Root, Pavla Kubečková, Tomáš Hrubý
- Jako nikdy – producent Ondřej Trojan
- Klauni – producenti Viktor Tauš, Michal Kollár
- Revival – producent Rudolf Biermann
- Rozkoš – producent Viktor Schwarcz

### Nejlepší režie
- Hořící keř – Agnieszka Holland
- Jako nikdy – Zdeněk Tyc
- Líbánky – Jan Hřebejk
- Revival – Alice Nellis
- Rozkoš – Jitka Rudolfová

### Nejlepší dokumentární film
- DK – Bára Kopecká
- Hledá se prezident – Tomáš Kudrna
- Hoteliér – Josef Abrhám mladší
- Show! – Bohdan Bláhovec
- Šmejdi – Silvie Dymáková

### Nejlepší ženský herecký výkon v hlavní roli
- Hořící keř – Tatiana Pauhofová
- Jako nikdy – Petra Špalková
- Líbánky – Anna Geislerová
- Revival – Zuzana Bydžovská
- Rozkoš – Jana Plodková

### Nejlepší mužský herecký výkon v hlavní roli
- Hořící keř – Petr Stach
- Jako nikdy – Jiří Schmitzer
- Klauni – Oldřich Kaiser
- Revival – Marián Geišberg
- Revival – Miroslav Krobot

### Nejlepší ženský herecký výkon ve vedlejší roli
- Colette – Zuzana Mauréry
- Hořící keř – Jaroslava Pokorná
- Jako nikdy – Taťjána Medvecká
- Klauni – Kati Outinen
- Revival – Jenovéfa Boková

### Nejlepší mužský herecký výkon ve vedlejší roli
- Hořící keř – Ivan Trojan
- Klauni – Jiří Lábus
- Křídla Vánoc – David Novotný
- Líbánky – Jiří Černý
- Rozkoš – Jaroslav Plesl

### Nejlepší scénář
- Hořící keř – Štěpán Hulík
- Jako nikdy – Markéta Bidlasová
- Klauni – Petr Jarchovský
- Revival – Alice Nellis
- Rozkoš – Jitka Rudolfová

### Nejlepší kamera
- Colette – Marek Jícha
- Hořící keř – Martin Štrba
- Jako nikdy – Patrik Hoznauer
- Líbánky – Martin Štrba
- Rozkoš – Ferdinand Mazurek

### Nejlepší střih
- Hořící keř – Pavel Hrdlička
- Jako nikdy – Vladimír Barák
- Křídla Vánoc – Alois Fišárek
- Revival – Filip Issa
- Rozkoš – Jakub Hejna

### Nejlepší zvuk
- Donšajni – Radim Hladík mladší
- Hořící keř – Petr Čechák, Marek Hart
- Jako nikdy – Jan Čeněk
- Revival – Viktor Ekrt, Matthew Gough
- Rozkoš – Richard Müller

### Nejlepší hudba
- Hořící keř – Antoni Komasa-Lazarkiewicz
- Klauni – Petr Ostrouchov
- Křídla Vánoc – Richard Krajčo
- Líbánky – Aleš Březina
- Revival – Jan Ponocný

### Nejlepší filmová scénografie
- Colette – Václav Novák
- Hořící keř – Milan Býček
- Jako nikdy – Adam Pitra
- Klauni – Jan Kadlec
- Rozkoš – Jan Novotný

### Nejlepší kostýmy
- Cyril a Metoděj – Apoštolové Slovanů – Mariana Stránská
- Hořící keř – Katarína Hollá
- Jako nikdy – Andrea Králová
- Revival – Katarína Hollá
- Rozkoš – Marek Cpin

### Nejlepší masky
- Colette – Jaroslav Šámal, Lukáš Král
- Hořící keř – Zdeněk Klika
- Jako nikdy – Jana Bílková
- Klauni – René Stejskal
- Rozkoš – Jana Bílková

### Cena za mimořádný přínos české kinematografii
Vladimír Körner

### Cena za nejlepší studentský film
Malý Cousteau – režie: Jakub Kouřil

### Cena filmových fanoušků (podle hlasování uživatelů serveru ČSFD)
Hořící keř